# Monumento a Martínez Montañés

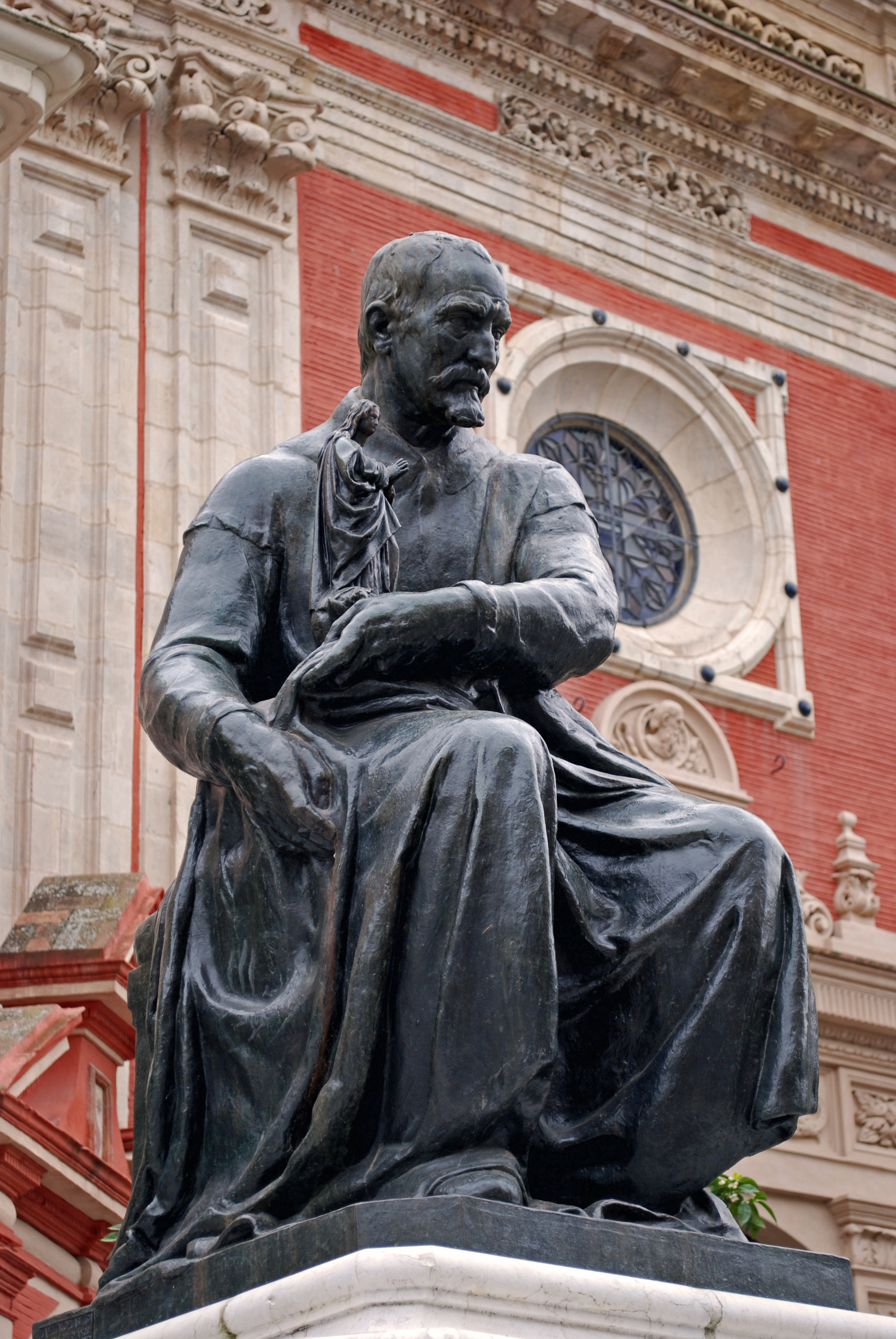
Estatua dedicada a Juan Martínez Montañés en Sevilla.

El monumento a Martínez Montañés es una escultura urbana que se encuentra en la plaza del Salvador, en Sevilla, Andalucía, España. Está dedicada al escultor jienense Juan Martínez Montañés (1568-1649), que se estableció en la ciudad y llegó a ser uno de los máximos exponentes de la escuela sevillana de escultura.

## Historia
Su ejecución fue promovida por un grupo de vecinos del barrio de San Lorenzo en 1916, aportando un boceto del imaginero Antonio Castillo Lastrucci. Finalmente, en 1920 se aprobó el proyecto presentado por Agustín Sánchez Cid, por considerarse más adecuado.
Tras barajar la posibilidad de ubicarlo en la plaza de San Lorenzo o en la plaza de la Magdalena, finalmente, fue colocada en la plaza del Salvador en 1923. En 1967 este monumento se trasladó a una plaza junto a la catedral. En 1985 volvió a trasladarse a la plaza del Salvador, que ha sido su ubicación definitiva.

## Características
La escultura, realizada en bronce, representa al escultor en posición sedente, portando en sus manos una gubia y una pequeña imagen de una Inmaculada Concepción, intentando representar el momento en el que realizó la imagen de La Cieguecita, una de sus obras más representativas.